# Osedax rubiplumus
L'Osedax rubiplumus és una  espècie d'anèl·lids poliquets batipelàgics de la família Siboglinidae dels quals s'ha publicat que es nodreixen dels ossos de balenes mortes.
Els mascles pedomòrfics mesuren de 0,4 a 1,1 mm, i tenen un protòtrof (anell ciliar) anterior incomplet amb unes truges posteriors enganxades. Aquesta espècie té 16 ganxos amb 6-8 dents apicals (capitium), que tenen uns mànecs que mesuren de 18 a 23  micròmetres. L'ovisac de les femelles mesura 8 mm per 4 mm per 0,3 mm, amb quatre arrels posteriors que tenen lòbuls esfèrics. També tenen un tronc de 3,8 cm de longitud i 2 mm d'ample, amb les plomes de la corona que mesuren 2,1 cm de longitud. l'espècie va ser trobada al nord-est de l'oceà Pacífic, on és abundant. s'utilitzen per a la obtenir la proteïna calmodulina.